# Grand Prix automobile de Rio de Janeiro 1935
Le Grand Prix automobile de Rio de Janeiro 1935 (officiellement IIIe Grande Prêmio Cidade do Rio de Janeiro) s'est tenu à Gávea le 2 juin 1935.

## Classement
| Pos. | n° | Pilote                     | Automobile              | Tours | Temps/Abandon               | Grille |
| ---- | -- | -------------------------- | ----------------------- | ----- | --------------------------- | ------ |
| 1    | 28 | Riccardo Carú              | Fiat                    | 25    | 4 h 3 min 20 s 2            | 13     |
| 2    | 86 | Enrique Lehrfeld           | Bugatti Type 37A        | 25    | + 10 s 9                    | 37     |
| 3    | 2  | José de Almeida Araujo     | Bugatti Type 37A        | 25    | + 8 min 48 s 8              | 1      |
| 4    | 78 | Renato Miranda Santos      | Chevrolet Special       | 25    | + 13 min 45 s 6             | 33     |
| 5    | 68 | Vicente Hugo               | Ford special            | 25    | + 14 min 28 s 6             | 28     |
| 6    | 52 | Manoel Nunes dos Santos    | Adler Trumpf Junior     | 23    | + 2 tours                   | 20     |
| Abd. | 66 | Benedicto Moreira Lopes    | Ford Special            | 22    | Accident                    | 27     |
| Abd. | 72 | Cícero Marques Porto       | Ford Special            | 22    | Moteur                      | 30     |
| Nc.  | 38 | Felipe Rueda               | Kissel Especial         | 21    |                             | 16     |
| Abd. | 26 | João Ferreira Souza        | LaSalle Special         | 20    | Accident                    | 12     |
| Abd. | 20 | Roberto Lozzano            | Ford Special            | 18    | Radiateur                   | 9      |
| Abd. | 34 | Hans Stoffen               | Bugatti Type 37A        | 18    | Arrêt                       | 15     |
| Abd. | 58 | Joaquim Sant'Anna          | Fiat                    | 18    |                             | 23     |
| Abd. | 84 | Armando Sartorelli         | Ford Special            | 14    | Retrait                     | 36     |
| Abd. | 82 | Abel Fernando Pires        | Bugatti Type 37A        | 12    | Retrait                     | 35     |
| Abd. | 64 | Chico Landi                | Bugatti Type 37A        | 11    | Mécanique                   | 26     |
| Abd. | 76 | Rubem Abrunhosa            | Hudson Special          | 11    | Freins et boîte de vitesses | 32     |
| Abd. | 90 | Carlos Lopes               | Ford Special            | 10    | Faute de pilotage           | 38     |
| Abd. | 70 | Mário Silva                | Ford Special            | 8     | Accident ?                  | 29     |
| Abd. | 16 | Nicola de Santis           | Ford Special            | 7     | Retrait                     | 7      |
| Abd. | 10 | Querino Landi              | Alfa Romeo 6C 1500      | 6     | Retrait                     | 5      |
| Abd. | 14 | Manuel de Teffé            | Alfa Romeo 8C 2300      | 5     | Différentiel                | 6      |
| Abd. | 62 | Fernado de Moraes Sarmento | Bugatti-Studebaker      | 5     | Accident                    | 25     |
| Abd. | 40 | Vittorio Coppoli           | Bugatti Type 37A        | 4     | Roue brisée                 | 17     |
| Abd. | 18 | José Santiago              | Adler                   | 3     | Explosion                   | 8      |
| Abd. | 4  | Odilon Barcellos           | Bugatti-Chevrolet       | 2     | Retrait                     | 2      |
| Abd. | 6  | Renato Segadas Viana       | Chevrolet Special       | 2     | Arbre de transmission       | 3      |
| Abd. | 22 | Hugo Teixeira de Souza     | Bugatti Type 37A-Willys | 2     | Crash                       | 10     |
| Abd. | 24 | Domingos Lopes             | Hudson Special          | 2     | Mécanique                   | 11     |
| Abd. | 50 | Renato Murce               | Ford-Alfa Romeo         | 2     | Roulement                   | 19     |
| Abd. | 8  | João Enrico                | Ford Special            | 1     | Accident (arbre)            | 4      |
| Abd. | 54 | Henrique Casini            | Studebaker Special      | 1     | Accident                    | 21     |
| Abd. | 60 | Vittorio Rosa              | Fiat                    | 1     | Pas d'autorisation          | 24     |
| Ods  | 80 | Francisco Pereira da Silva | Dodge Special           | 1     | Retrait                     | 34     |
| Abd. | 32 | Irineu Corrêa              | Ford Special            | 0     | Accident mortel             | 14     |
| Abd. | 56 | Oscar Henrique Ré          | Alfa Romeo 6C 1500      | 0     | Incendie                    | 22     |
| Abd. | 74 | Eduardo Oliveira Júnior    | Ford Special            | 0     | Boîte de vitesses           | 31     |
| Abd. | 44 | Antonio José Pereira       | Bugatti Type 37A        | 0     | Bloqué au départ            | 18     |

## Pole position et record du tour
- Pole position :  José de Almeida Araújo (Bugatti)
- Meilleur tour en course :  faste (Bugatti) en 9 min 1 s 4.